# جاناتان بوتینلی
جاناتان بوتینلی (انگلیسی: Jonathan Bottinelli؛ زادهٔ ۱۴ سپتامبر ۱۹۸۴) بازیکن فوتبال اهل آرژانتین است.
از باشگاه‌هایی که در آن بازی کرده‌است می‌توان به باشگاه فوتبال ریور پلاته، باشگاه فوتبال آرسنال ساراندی، باشگاه فوتبال سمپدوریا، باشگاه ورزشی آدانا دمیرسپور، باشگاه لئون، و باشگاه ورزشی سن لورنسو آلماگرو اشاره کرد.
وی همچنین در تیم ملی فوتبال آرژانتین بازی کرده‌است.